# Coppa di Romania 2009-2010 (pallavolo femminile)
La Coppa di Romania di pallavolo femminile 2009-2010 è stata la 4ª edizione della coppa nazionale di Romania e si è svolta dal 16 ottobre al 20 ottobre 2009. Alla competizione hanno partecipato 12 squadre e la vittoria finale è andata per la prima volta al Clubul Sportiv Dinamo București.

## Regolamento
Alla competizione prendono parte dodici squadre, tutte provenienti dalla Divizia A1. I primi due turni prevedono degli spareggi in gara unica. Le quattro squadre vincenti al secondo turno si qualificano per la final-four.

## Squadre partecipanti
| - IOR Bucarest - Universitatea Craiova - Dinamo Bucarest - Focşani - Lugoj - Metal Galați | - Penicilina Iași - Piatra Neamț - Știința Bacău - Târgu Mureș - Tomis Constanța - Universitatea Cluj |

## Torneo

### Calendario

#### Primo turno
| 16 ottobre 2009 - ore 18:00 - , - | CSM Sibiu          | 1 - 3 | Piatra Neamț          | 19-25, 20-25, 25-19, 10-25 |
| 16 ottobre 2009 - ore 20:00 - , - | Focşani            | 0 - 3 | Penicilina Iași       | 12-25, 23-25, 20-25        |
| 17 ottobre 2009 - ore 18:00 - , - | Universitatea Cluj | 3 - 0 | IOR Bucarest          | 25-21, 26-24, 25-14        |
| 17 ottobre 2009 - ore 20:00 - , - | CSU Târgu Mureș    | 0 - 3 | Universitatea Craiova | 23-25, 30-32, 23-25        |

#### Secondo turno
| 18 ottobre 2009 - ore 14:00 - , - | Piatra Neamț          | 0 - 3 | Metal Galați    | 14-25, 21-25, 22-25        |
| 18 ottobre 2009 - ore 16:00 - , - | Universitatea Craiova | 1 - 3 | Dinamo Bucarest | 13-25, 25-22, 14-25, 23-25 |
| 18 ottobre 2009 - ore 18:00 - , - | Universitatea Cluj    | 1 - 3 | Știința Bacău   | 25-23, 11-25, 20-25, 11-25 |
| 18 ottobre 2009 - ore 20:00 - , - | Penicilina Iași       | 1 - 3 | Tomis Constanța | 15-25, 25-22, 12-25, 18-25 |

### Final-four

#### Tabellone
|  | Semifinali      | Semifinali      | Semifinali      |                 |                 | Finale          | Finale | Finale |  |
|  |                 |                 |                 |                 |                 |                 |        |        |  |
|  | Tomis Constanța | Tomis Constanța | 3               |                 |                 |                 |        |        |  |
|  | Tomis Constanța | Tomis Constanța | 3               |                 |                 |                 |        |        |  |
|  | Metal Galați    | Metal Galați    | 2               |                 |                 |                 |        |        |  |
|  | Metal Galați    | Metal Galați    | 2               |                 | Tomis Constanța | Tomis Constanța | 0      |        |  |
|  |                 |                 |                 |                 | Tomis Constanța | Tomis Constanța | 0      |        |  |
|  |                 |                 | Dinamo Bucarest | Dinamo Bucarest | 3               |                 |        |        |  |
|  | Dinamo Bucarest | Dinamo Bucarest | Dinamo Bucarest | Dinamo Bucarest | 3               | 3               |        |        |  |
|  | Dinamo Bucarest | Dinamo Bucarest |                 |                 |                 |                 |        |        |  |
|  | Știința Bacău   | Știința Bacău   | 0               |                 |                 |                 |        |        |  |

#### Calendario

##### Semifinali
| 19 ottobre 2009 - ore 16:00 -, - | Tomis Constanța | 3 - 2 | Metal Galați  | 25-22, 22-25, 18-25, 25-23, 16-14 |
| 19 ottobre 2009 - ore 18:00 -, - | Dinamo Bucarest | 3 - 0 | Știința Bacău | 25-14, 25-11, 25-14               |

##### Finale
| 20 ottobre 2009 - ore 17:00 -, - | Tomis Constanța | 0 - 3 | Dinamo Bucarest | 19-25, 22-25, 23-25 |